# Valerio Bianchini
Valerio Bianchini (Torre Pallavicina, 22 luglio 1943) è un allenatore di pallacanestro italiano.
Fu il primo allenatore, nella storia della pallacanestro italiana, a vincere tre scudetti con tre club diversi (Pall. Cantù, Virtus Roma e V.L. Pesaro).

## Biografia

Bianchini durante un time out della Virtus Roma nella stagione 1982-83

Ha guidato la Nazionale italiana in occasione dei Mondiali di Madrid del 1986 e degli Europei di Atene del 1987, ma i suoi maggiori successi sono stati ottenuti alla guida di squadre di club.
Negli anni 80 le squadre da lui allenate rivaleggiano spesso per il primato con l'Olimpia Milano, alimentando la sua rivalità sportiva con Dan Peterson, l'altro grande allenatore di quel decennio del campionato italiano.
Nel suo palmarès sono presenti numerosi altri trofei: la Coppa delle Coppe 1981 e la Coppa dei Campioni 1982 con la Pallacanestro Cantù, la Coppa dei Campioni e la Coppa Intercontinentale 1984 con la Virtus Roma, la Coppa Italia 1998 con la Fortitudo Bologna.
Il 28 novembre 2007 accetta la proposta del presidente Claudio Maria Castiglioni di diventare capo allenatore della Pallacanestro Varese. Il campionato si conclude con la retrocessione, complice un pessimo inizio di stagione della squadra biancorossa (appena 2 vittorie nelle prime 11 partite).
Una volta conclusa la carriera di allenatore, si è dedicato a numerose attività al di fuori del mondo della pallacanestro, come quella di scrittore, e all'apertura di una libreria a Roma.
Insegna “Scienza e Tecnica dello sport" presso la Facoltà di Scienze Motorie dell'Università di Tor Vergata.
Nel 2021 ha ricevuto il Premio nazionale Gentile da Fabriano.
Nel 2023 è stato insignito della Palma d'Oro al Merito Tecnico dal CONI.

## Palmarès

### Club

#### Competizioni nazionali
- Campionato italiano: 3

Pall. Cantù: 1980-81
Virtus Roma: 1982-83
VL Pesaro: 1987-88
- Coppa Italia: 1

Fortitudo Bologna: 1998

#### Competizioni internazionali
- Coppa delle Coppe: 1

Pall. Cantù: 1980-81
- Coppa dei Campioni: 2

Pall. Cantù: 1981-82
Virtus Roma: 1983-84
- Coppa Intercontinentale: 1

Virtus Roma: 1984